# Tangara aurulenta
Tangara aurulenta är en fågelart i familjen tangaror inom ordningen tättingar. Den betraktas oftast som en underart av guldtangara (Tangara arthus), men urskiljs sedan 2016 som egen art av Birdlife International och IUCN. Den kategoriseras av IUCN som livskraftig.
Fågeln förekommer i Sydamerika och delas in i åtta underarter med följande utbredning:
- T. a. aurulenta – nordvästra Venezuela (Sierra de Perijá) och östra Andernas västsluttning i Colombia (söderut från i jämnhöjd med Bogotá)
- T. a. occidentalis – centrala Andernas västsluttning och båda sluttningarna av västra Anderna (söderut till Nariño) i Colombia
- T. a. palmitae – östra Andernas västsluttning vid La Palmita (Santander) i Colombia
- T. a. goodsoni – Andernas västsluttning i Ecuador och möjligen också i nordvästra Peru
- T. a. sclateri – östra Andernas båda sluttningar i Colombia (från Boyacá och Santander söderut till Cundinamarca samt i Macarenabergen) och troligen också i Anderna i närliggande sydvästra Venezuela (södra Táchira)
- T. a. aequatorialis – Andernas östsluttning i Ecuador och närliggande norra Peru (norr och väster om Marañóndalen)
- T. a. pulchra – Andernas östsluttning i Peru (Amazonas till Junín)
- T. a. sophiae – Andernas östsluttning i sydöstra Peru (söder om Cuzco och Puno) och söderut till Bolivia (La Paz och Cochabamba)